# 14-та армія (РСЧА)
14-а армія Червоної армії РСФСР — одна з загальновійськових армій регулярних збройних сил Радянської Росії.

## Історія
Створена постановою Реввійськради від 4 червня 1919 р. на базі 2-ї української радянської армії. Діяла в складі Південного, з 10 січня 1920 р. — Південно-Західного фронтів. Розформована 5 січня 1921 р. Командували армією послідовно: К. Є. Ворошилов, С. І. Аралов, А.І.Єгоров, І. П. Уборевич, П. К. Мармузов, М. В. Молкочанов, М.І.Василенко, І.Е.Якір.